# 11788 Nauchnyj
11788 Observatorul de Astrofizică din Crimeea este un asteroid din centura principală de asteroizi.

## Descriere
11788 Observatorul de Astrofizică din Crimeea este un asteroid din centura principală de asteroizi. A fost descoperit pe 21 august 1977 la Observatorul de Astrofizică din Crimeea de Nikolai Cernîh. Asteroidul prezintă o orbită caracterizată de o semiaxă mare de 2,37 ua, o excentricitate de 0,25 și o înclinație de 2,4° în raport cu ecliptica.